# James Tarkowski
James Alan Tarkowski (Mánchester, Inglaterra, Reino Unido, 19 de noviembre de 1992) es un futbolista británico de ascendencia polaca, que juega de defensa para el Everton F. C. de la Premier League.

## Trayectoria

### Oldham Athletic
Se incorporó a la cantera del Oldham Athletic en mayo de 2009. Antes de llegar a este equipo, había pasado por la cantera del Blackburn Rovers. El 22 de enero de 2011 debutó con el primer equipo en un partido ante el Brentford en League One. En mayo del mismo año firmó su primer contrato profesional con el club. De cara a la temporada 2012-13 se consolidó como titular en el primer equipo, siendo premiado con una nueva renovación en junio de 2013.

### Brentford
El 31 de enero de 2014 se incorporó al Brentford de League One. Ese mismo año logró el ascenso a Championship, después de haber disputado trece encuentros y lograr dos tantos con su nuevo equipo. En este club permaneció dos años, ya que el 1 de febrero de 2016 se incorporó al Burnley de la misma categoría.

### Burnley
El 20 de febrero de 2016 debutó en un partido ante el Rotherham United. El equipo logró el ascenso a Premier League esa misma temporada. El 27 de agosto debutó en Premier League en una derrota por 3 a 0 ante el Chelsea. En su primera campaña en la máxima categoría del fútbol inglés solo fue titular en cuatro ocasiones. De cara a la temporada 2017-18 consiguió hacerse con el puesto de titular en el equipo tras la marcha de Keane al Everton. Su nivel fue muy alto llegando a debutar con la selección inglesa y conseguir el objetivo de clasificarse para la siguiente edición de la Liga Europa. El 19 de agosto de 2018 marcó su primer gol en Premier League en una derrota por 1 a 3 ante el Watford.

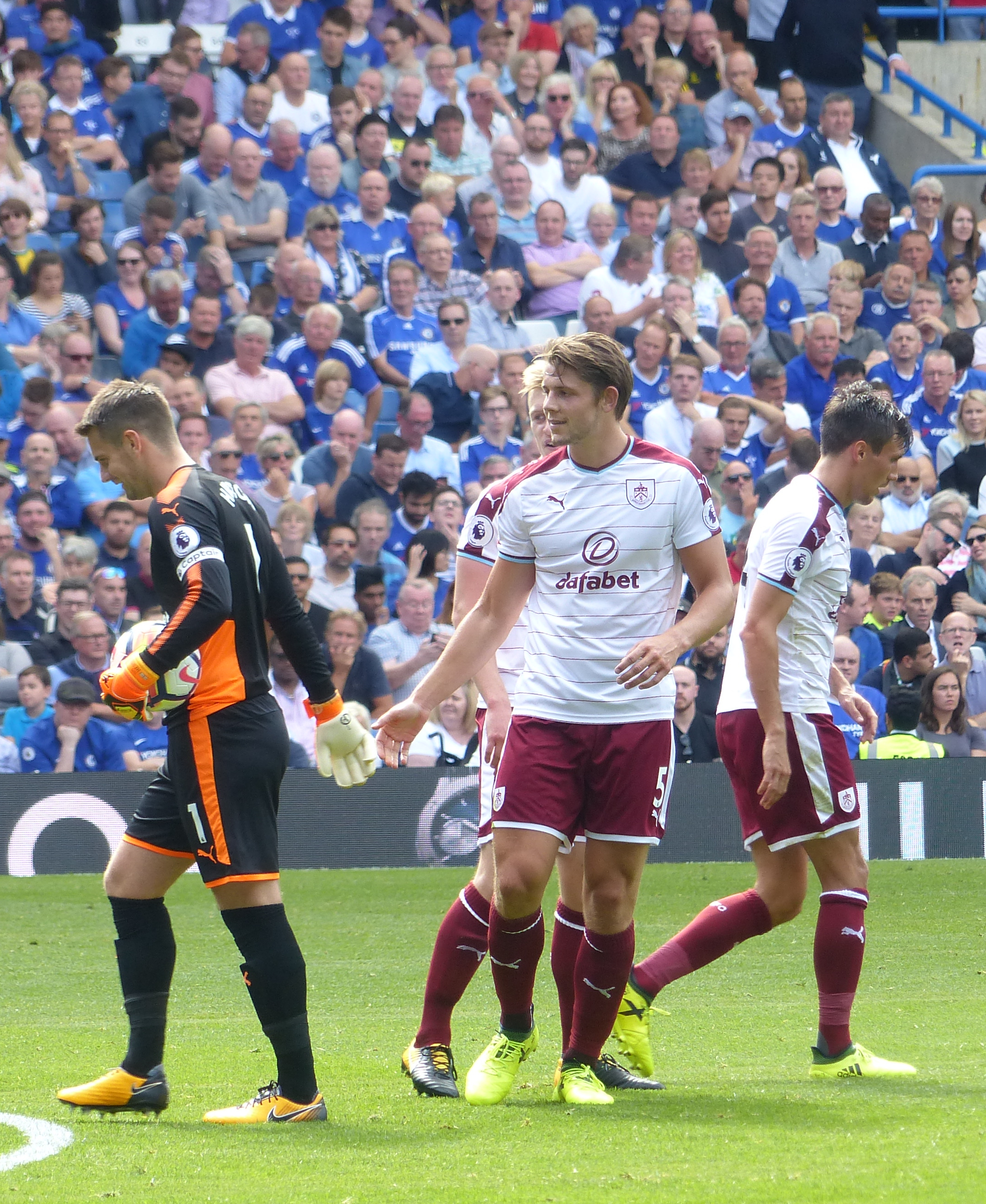
Tarkowski (centro) jugando para el Burnley F. C. en 2017

El 10 de junio de 2022, tras haber jugado más de 200 partidos, el club anunció su marcha a final de mes una vez expirara su contrato. A los dos días de quedar libre firmó con el Everton F. C. por cuatro años.

## Selección nacional
El 27 de marzo de 2018 debutó con la selección inglesa en un amistoso ante Italia. Estuvo incluido en la lista de reservas para el Mundial de Rusia de 2018, aunque tuvo que abandonar la concentración a finales de mayo por un problema inguinal.

## Estadísticas

### Clubes
Actualizado al último partido disputado el 1 de diciembre de 2024.
| Club                                | Div.          | Temporada     | Liga  | Liga  | Copas nacionales | Copas nacionales | Copas internacionales | Copas internacionales | Total | Total |
| Club                                | Div.          | Temporada     | Part. | Goles | Part.            | Goles            | Part.                 | Goles                 | Part. | Goles |
| ----------------------------------- | ------------- | ------------- | ----- | ----- | ---------------- | ---------------- | --------------------- | --------------------- | ----- | ----- |
| Oldham Athletic A. F. C. Inglaterra | 3.ª           | 2010-11       | 9     | 0     | 0                | 0                | —                     | —                     | 9     | 0     |
| Oldham Athletic A. F. C. Inglaterra | 3.ª           | 2011-12       | 16    | 1     | 2                | 0                | —                     | —                     | 18    | 1     |
| Oldham Athletic A. F. C. Inglaterra | 3.ª           | 2012-13       | 21    | 2     | 5                | 0                | —                     | —                     | 26    | 2     |
| Oldham Athletic A. F. C. Inglaterra | 3.ª           | 2013-14       | 26    | 2     | 9                | 1                | —                     | —                     | 35    | 3     |
| Oldham Athletic A. F. C. Inglaterra | Total club    | Total club    | 72    | 5     | 16               | 1                | 0                     | 0                     | 88    | 6     |
| Brentford F. C. Inglaterra          | 3.ª           | 2013-14       | 13    | 2     | 0                | 0                | —                     | —                     | 13    | 2     |
| Brentford F. C. Inglaterra          | 2.ª           | 2014-15       | 37    | 2     | 2                | 0                | —                     | —                     | 39    | 2     |
| Brentford F. C. Inglaterra          | 2.ª           | 2015-16       | 23    | 1     | 0                | 0                | —                     | —                     | 23    | 1     |
| Brentford F. C. Inglaterra          | Total club    | Total club    | 73    | 5     | 2                | 0                | 0                     | 0                     | 75    | 5     |
| Burnley F. C. Inglaterra            | 2.ª           | 2015-16       | 4     | 0     | 0                | 0                | —                     | —                     | 4     | 0     |
| Burnley F. C. Inglaterra            | 1.ª           | 2016-17       | 19    | 0     | 5                | 0                | —                     | —                     | 24    | 0     |
| Burnley F. C. Inglaterra            | 1.ª           | 2017-18       | 31    | 0     | 2                | 0                | —                     | —                     | 33    | 0     |
| Burnley F. C. Inglaterra            | 1.ª           | 2018-19       | 35    | 3     | 2                | 0                | 5                     | 0                     | 42    | 3     |
| Burnley F. C. Inglaterra            | 1.ª           | 2019-20       | 38    | 2     | 2                | 0                | —                     | —                     | 40    | 2     |
| Burnley F. C. Inglaterra            | 1.ª           | 2020-21       | 36    | 1     | 3                | 0                | —                     | —                     | 39    | 1     |
| Burnley F. C. Inglaterra            | 1.ª           | 2021-22       | 35    | 1     | 2                | 0                | —                     | —                     | 37    | 1     |
| Burnley F. C. Inglaterra            | Total club    | Total club    | 198   | 7     | 16               | 0                | 5                     | 0                     | 219   | 7     |
| Everton F. C. Inglaterra            | 1.ª           | 2022-23       | 38    | 1     | 2                | 0                | —                     | —                     | 40    | 1     |
| Everton F. C. Inglaterra            | 1.ª           | 2023-24       | 38    | 1     | 7                | 1                | ―                     | ―                     | 45    | 2     |
| Everton F. C. Inglaterra            | 1.ª           | 2024-25       | 13    | 0     | 0                | 0                | ―                     | ―                     | 13    | 0     |
| Everton F. C. Inglaterra            | Total club    | Total club    | 89    | 2     | 9                | 1                | 0                     | 0                     | 98    | 3     |
| Total carrera                       | Total carrera | Total carrera | 432   | 19    | 43               | 2                | 5                     | 0                     | 480   | 21    |